# Beckhoplia colvillei
Beckhoplia colvillei är en skalbaggsart som beskrevs av Dombrow 2005. Beckhoplia colvillei ingår i släktet Beckhoplia och familjen Melolonthidae. Inga underarter finns listade.